# Денис Звиздич
Денис Звиздич (на босненски: Denis Zvizdić) е босненски политик, министър-председател на Босна и Херцеговина от 31 март 2015 до 23 декември 2019 г.

## Биография
Той е роден на 9 юни 1964 г. в Сараево, Югославия (дн. Босна и Херцеговина). Член е на Партията на демократичното действие.